# Alfred Hesse (Maler, 1889)
Alfred Hesse (* 5. Oktober 1889 in Münden; † 13. April 1955 in Göttingen) war ein deutscher Maler, Grafiker und Denkmalpfleger.

## Leben

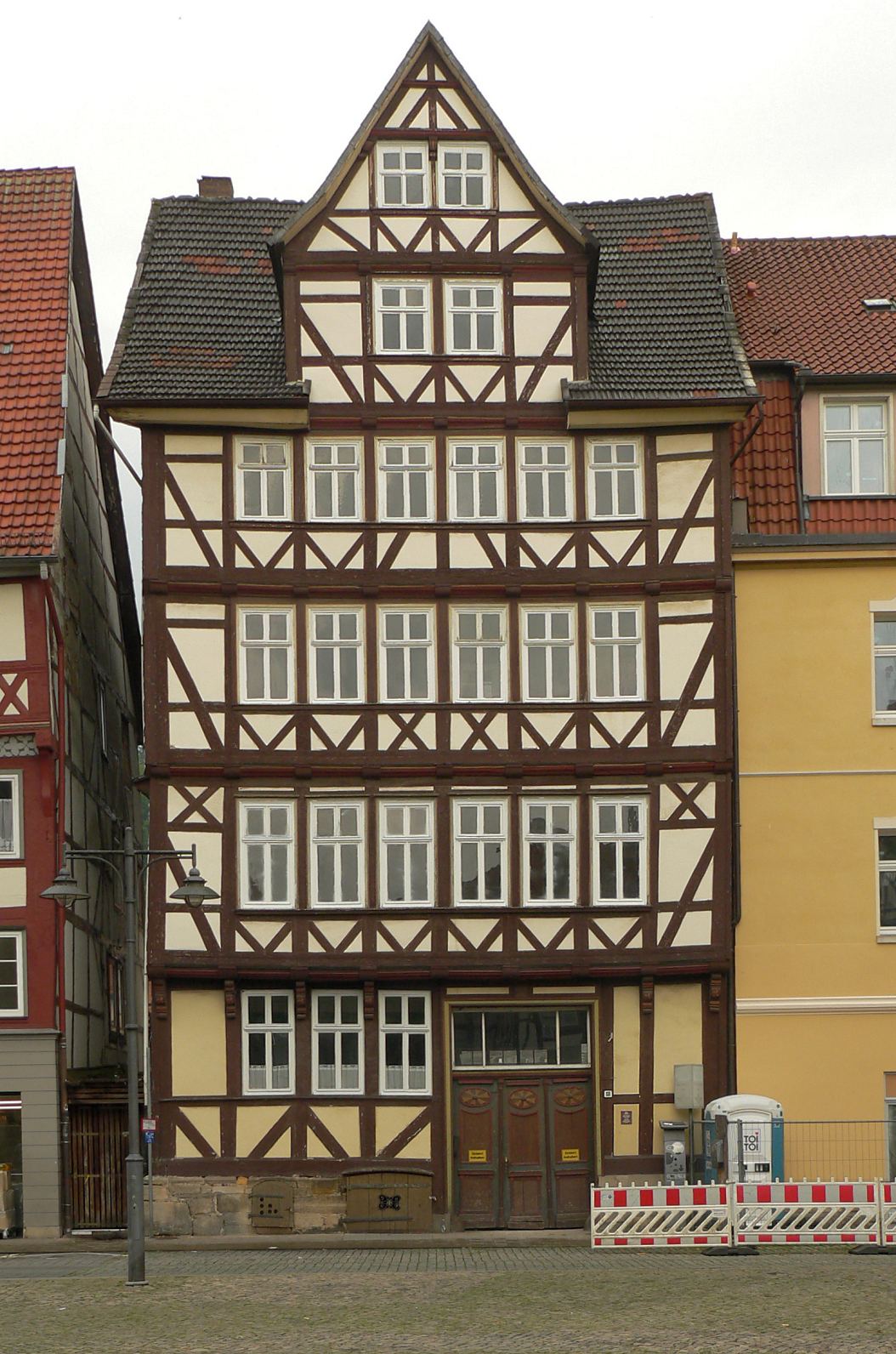
Geburtshaus in Hann. Münden

Alfred Hesse wurde in Münden geboren, das seit 1991 Hann. Münden heißt. Er war das dritte von sieben Kindern des Kohlenhändlers Heinrich Hesse (1861–1901) und seiner Ehefrau Maria Magdalena, geb. Bodmer (1863–1900). Zwei Geschwister starben schon früh. Die Familie lebte in einem sechsstöckigen barocken Fachwerkhaus von 1742, das im Ort als „Kohlenhesse“ bekannt war. Seine Vorfahren väterlicherseits waren in der Mitte des 19. Jahrhunderts aus Bovenden nach Münden zugezogen. Sein Großvater war Schneidermeister und betrieb ab 1859 eine Gaststätte beim Mündener Schloss. Die Mutter von Alfred Hesse stammte aus der Schweiz. Sein Cousin mütterlicherseits war der Schweizer Maler und Radierer Fritz Eduard Pauli. Die ersten Lebensjahre verbrachte Alfred Hesse in Münden. 1897 kam er wegen schwerer Krankheit seiner Mutter zu seiner Großmutter in Zürich in der Schweiz. Später wohnte er mit ihr in einem Gebäude im Bereich des Gletschergartens Luzern. Die Eltern von Alfred Hesse verstarben 1900 und 1901. Ab 1902 lebte er bei seinem Großonkel in Zürich. Nach seinem Schulabschluss kehrte er 1906 in seine Heimat zurück und studierte bis 1910 an der Königlichen Kunstgewerbeschule in Kassel. Gleichzeitig absolvierte er bei einem Malerbetrieb in Münden eine Ausbildung als Dekorationsmaler. 1909 veröffentlichte Alfred Hesse eine Mappe mit 10 Zeichnungen unter dem Titel „Das alte Münden“. 1910 schuf er weitere Künstlermappen mit den Titeln „Das alte Göttingen“ und „Oberwesertal“. Von 1911 bis 1913 leistete er seinen Wehrdienst als Einjährig-Freiwilliger bei den Goslarer Jägern ab. Während des Ersten Weltkriegs war er von 1914 bis 1917 Soldat bei den Bückeburger Jägern. Er erlitt mehrere zum Teil schwere Verwundungen an der Westfront. An Auszeichnungen erhielt er das Eiserne Kreuz erster und zweiter Klasse. Von 1917 bis 1919 studierte er an der Kunstakademie Düsseldorf und war freier Mitarbeiter einer Druckerei in Wuppertal-Barmen. 1920 heiratete er Elsa Seggebruch aus Hannover, wo er als freischaffender Künstler arbeitete. Dort beteiligte er sich an Ausstellungen im Kunstverein Hannover. Hesse war Mitglied des Reichsverbands Bildender Künstler Deutschlands und des Bunds Deutscher Gebrauchsgraphiker und in der Zeit des Nationalsozialismus der Reichskammer der bildenden Künste. Für diese Zeit ist seine Teilnahme an 21 großen Ausstellungen sicher belegt, darunter 1943 in Dresden Soldat und Künstler. Als bei den Luftangriffen auf Hannover 1943 das Wohnhaus des Ehepaares zerstört wurde, ging er wieder nach Wuppertal-Barmen und arbeitete dort in einer Druckerei als Betriebsleiter.
Nach dem Krieg kehrte Alfred Hesse mit seiner Ehefrau 1946 nach Münden zurück, wo er das Kulturleben wieder aufbaute. Er engagierte sich im Kulturring sowie im Künstlerkreis und beteiligte sich an Kunstausstellungen. Beruflich war er als Maler, Werbegrafiker und Heraldiker tätig. Hesse entwarf unter anderem das neue Wappen des Landkreises Münden, das das Niedersächsische Innenministerium 1949 genehmigte.

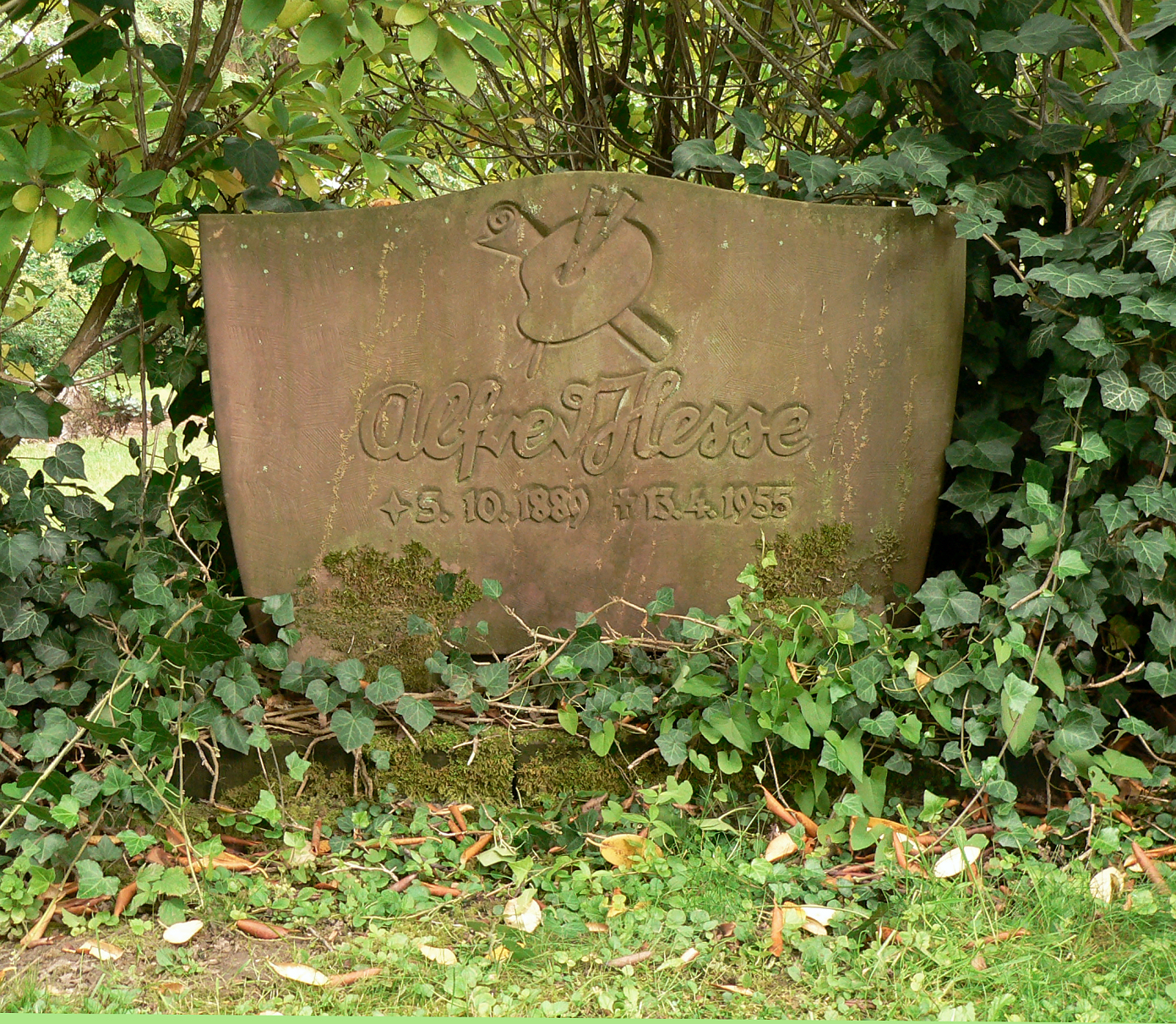
Grab von Alfred Hesse auf dem Friedhof Neumünden

1947 übernahm Hesse das Amt des Ortsheimatpflegers in Münden, das er bis zu seinem Tod 1955 innehatte. Bei seiner Tätigkeit setzte er sich für den Erhalt von Fachwerkhäusern in der Altstadt ein, wobei sein Leitspruch „Das Gute bewahren, das Schlechte abreißen“ lautete. Hesse überzeugte vielfach Hausbesitzer davon, das Fachwerk an ihren Gebäuden wieder freizulegen. In der wirtschaftlich schwierigen Nachkriegszeit sind von 1947 bis 1953 etwa 225 Fachwerkhäuser der rund 500 Fachwerkbauten in der Altstadt instand gesetzt worden. Darunter waren 60 Gebäude, die von Putz und Holzverschalungen befreit wurden.
Bei einem Aufenthalt in der Schweiz 1954 hatte Hesse einen Skiunfall und kam 1955 gesundheitlich angeschlagen in ein Krankenhaus in Göttingen, wo er verstarb. Seine letzte Ruhestätte befindet sich auf dem Friedhof Neumünden.

## Werk
Zu seinen Werken gehören Gemälde, Grafiken und Skizzen. Die Bilder zeigen vor allem Stadtansichten von Münden, aber auch Stadt- und Landschaftsmotive von seinen Reisen durch Deutschland und Porträts. Bei Aufenthalten in der Schweiz malte Hesse Ölgemälde mit Alpenlandschaften, die an die moderne Farbigkeit des Schweizer Malers Ferdinand Hodler erinnern. Er arbeitete mit verschiedenen Materialien wie Öl- und Aquarellfarben, Feder, Zeichenkohle, Rötel und Bleistift sowie in unterschiedlichen Techniken wie Gemälde, Radierung und Lithografie. Rund 300 überlieferte Werke von Alfred Hesse befinden sich im Besitz des Mündener Kunstnetz, dass sich seit 2019 um ihre Bewahrung, Erhaltung und öffentliche Zugänglichkeit kümmert.

## Nachleben

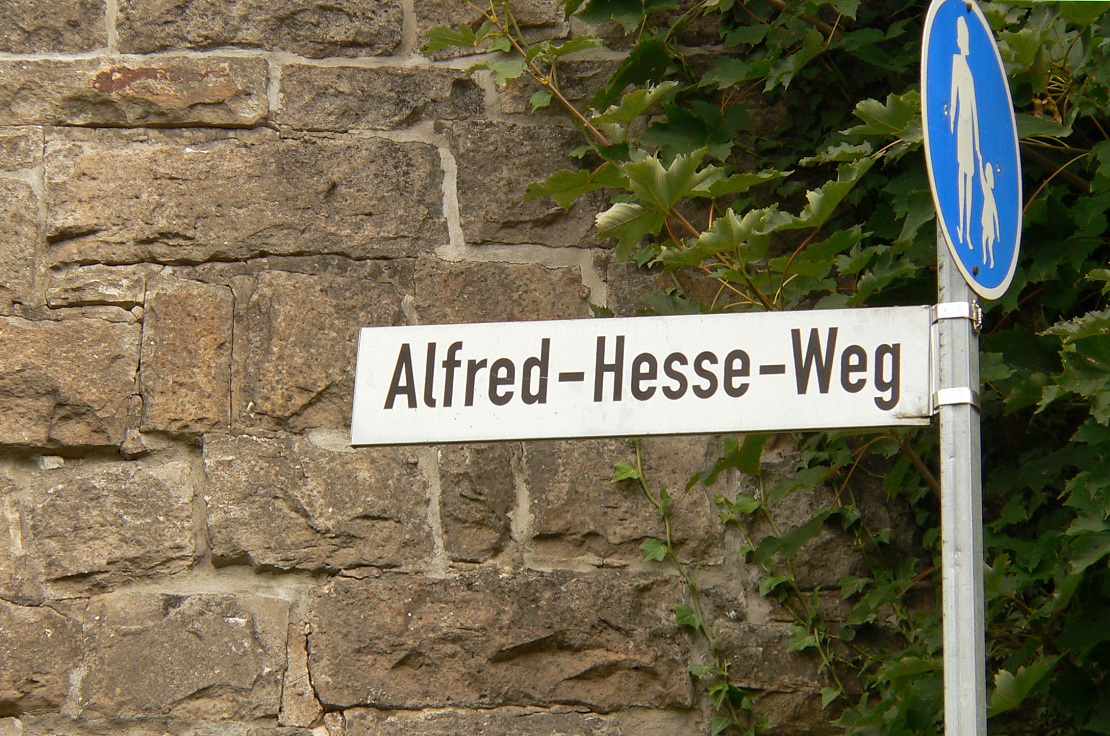
Nach Alfred Hesse benannter Fußgängerweg in Hann. Münden

Durch seine Tätigkeit als Ortsheimatpfleger war Hesse entscheidend am Erhalt der historischen Bausubstanz in der Altstadt von Münden beteiligt. Nach ihm ist ein Fußgängerweg in der Stadt benannt. In Münden bzw. Hann. Münden war von 1986 bis 2019 die Alfred-Hesse-Stiftung für Freunde und Förderer e. V. aktiv. Der Verein hatte das Ziel, das Leben von Hesse zu erforschen und seine Werke auszuwerten und zu bewahren. 2014 führte der Verein zum 125. Geburtstag von Hesse eine Werkschau des Künstlers in Hann. Münden durch. 2019 übergab der Verein seinen Bestand an Werken von Hesse an das Mündener Kunstnetz, dass sich seither um die Bewahrung, Erhaltung und öffentliche Zugänglichkeit der Werke kümmert. 2023 zeigt das Städtische Museum Hann. Münden eine Sonderausstellung zum künstlerischen Werk und denkmalpflegerischen Wirken von Hesse.